# Violette Szabo
Violette Reine Elizabeth Szabo z domu Bushell (ur. 26 czerwca 1921 w Paryżu, zm. 5 lutego 1945 w KL Ravensbrück) – francuska agentka brytyjskiej tajnej agencji rządowej wspomagającej ruch oporu w okupowanych państwach Europy w czasie II wojny światowej – Special Operations Executive (SOE).

## Życiorys
Urodziła się 26 czerwca 1921 w Paryżu jako córka Brytyjczyka i Francuzki. Wychowywała się zarówno we Francji jak i Wielkiej Brytanii. Przed wybuchem II wojny światowej mieszkała w Brixton. W 1940 poślubiła oficera Legii Cudzoziemskiej – Étienne’a Szabó. W czerwcu 1942 przyszła na świat ich córka Tania, zaś w październiku jej mąż poległ w trakcie II bitwy pod El Alamein.
Jako agentka SOE – 6 kwietnia 1944 po raz pierwszy została przerzucona do okupowanej Francji wraz z kurierem Philippem Liewerem w celu nawiązania kontaktu z tamtejszym ruchem oporu. 30 kwietnia powróciła do Anglii, a 7 na 8 czerwca 1944 została ponownie przerzucona do Francji z misją nawiązania kontaktu z ruchem oporu w okolicach Limoges. 10 czerwca została aresztowana w czasie blokady pod Salon-la-Tour przez jednostki 2 Dywizji Pancernej SS „Das Reich” (tego samego dnia miała miejsce również masakra w Oradour-sur-Glane). Ruch oporu planował odbicie Szabo, jednak realizację akcji uniemożliwiło wywiezienie jej do Paryża. Była więziona w kilku niemieckich obozach koncentracyjnych, w tym KL Ravensbrück, gdzie 5 lutego 1945 została rozstrzelana wraz z dwiema innymi agentkami SOE – Denise Bloch i Lilian Rolfe.
Pośmiertnie została odznaczona między innymi brytyjskimi Krzyżem Jerzego, Gwiazdą za Francję i Niemcy, Gwiazdą za 1939–1945 i Medalem za Wojnę 1939–1945, a także francuskimi Krzyżem Wojennym z brązową gwiazdką i Medalem Ruchu Oporu. W Wormelow Tump, w hrabstwie Herefordshire działa Violette Szabo G.C Museum natomiast w Londynie znajduje się pomnik Violette Szabo.